# Samuel Mörtling (1731–1787)
Samuel Mörtling , född 22 januari 1731, död april 1787 i Linderås församling, Jönköpings län, var en svensk präst.

## Biografi
Mörtling blev 1748 student vid Lunds universitet och promoverades till filosofie magister där 1757. Han prästvigdes 1755 för Linköpings stift och blev bataljonspredikant vid Jönköpings regemente och deltog bland annat i Pommerska kriget. År 1767 blev han kyrkoherde i Frinnaryds pastorat och vikarierande kontraktsprost 1777. Mörtling blev 1780 kyrkoherde i Linderås pastorat och 1786 kontraktsprost i Norra Vedbo kontrakt.
Samuel Mörtling var son till kyrkoherden Samuel Samuelis Mörtling. Han var bror till Jonas Mörtling. Mörtling var gift med Henrika Charlotta Rothkirck. Hon var dotter till en ryttmästare och makarna fick tillsammans fyra döttrar.